# Oleksandr Koltchenko (basket-ball)
Pour les articles homonymes, voir Oleksandr Kolchenko.
Oleksandr Koltchenko (en ukrainien : Олександр Кольченко), né le 20 septembre 1988 à Tiraspol, dans la République socialiste soviétique moldave, est un joueur ukrainien de basket-ball. Il joue au poste d'arrière.